# Chili aux Jeux olympiques d'hiver de 1984
Le Chili participe aux Jeux olympiques d'hiver de 1984, qui ont lieu à Sarajevo en Yougoslavie. Ce pays, représenté par quatre athlètes en ski alpin, prend part aux Jeux d'hiver pour la huitième fois de son histoire. Les athlètes ne remportent pas de médaille.

## Délégation
Le tableau suivant montre le nombre d'athlètes chiliens dans chaque discipline :
| Sport     | Hommes | Femmes | Total |
| --------- | ------ | ------ | ----- |
| Ski Alpin | 4      | 0      | 4     |
| Total     | 4      | 0      | 4     |

## Résultats

### Ski alpin
| Athlète          | Épreuve      | Manche 1      | Manche 1 | Manche 2      | Manche 2 | Total         | Total |
| Athlète          | Épreuve      | Temps         | Rang     | Temps         | Rang     | Temps         | Rang  |
| ---------------- | ------------ | ------------- | -------- | ------------- | -------- | ------------- | ----- |
| Miguel Purcell   | Descente     |               |          |               |          | 1 min 54 s 91 | 44    |
| Hans Kossmann    | Descente     |               |          |               |          | 1 min 54 s 36 | 42    |
| Andrés Figueroa  | Descente     |               |          |               |          | 1 min 52 s 97 | 41    |
| Dieter Linneberg | Descente     |               |          |               |          | 1 min 51 s 68 | 39    |
| Hans Kossmann    | Slalom géant | DNF           | –        | –             | –        | DNF           | –     |
| Miguel Purcell   | Slalom géant | 1 min 32 s 19 | 47       | 1 min 33 s 21 | 43       | 3 min 05 s 40 | 44    |
| Dieter Linneberg | Slalom géant | 1 min 31 s 75 | 45       | 1 min 31 s 81 | 42       | 3 min 03 s 56 | 42    |
| Andrés Figueroa  | Slalom géant | 1 min 29 s 86 | 39       | 1 min 29 s 37 | 36       | 2 min 59 s 23 | 37    |
| Miguel Purcell   | Slalom       | 1 min 02 s 26 | 38       | 55 s 74       | 21       | 1 min 58 s 00 | 23    |
| Hans Kossmann    | Slalom       | 1 min 00 s 15 | 35       | 56 s 12       | 23       | 1 min 56 s 27 | 21    |
| Dieter Linneberg | Slalom       | 59 s 86       | 33       | 55 s 92       | 22       | 1 min 55 s 78 | 20    |
| Andrés Figueroa  | Slalom       | 59 s 79       | 32       | 55 s 59       | 18       | 1 min 55 s 38 | 19    |